# Berkholz-Meyenburg
Berkholz-Meyenburg – część miasta Schwedt/Oder w Niemczech, w kraju związkowym Brandenburgia, w powiecie Uckermark; do 2022 roku wchodziła w skład urzędu Oder-Welse.
Ustawą z 24 marca 2022 brandenburski Landtag zniósł urząd Oder-Welse, a samą gminę włączył w granice Schwedt.